# Bloomville
Bloomville is een plaats (village) in de Amerikaanse staat Ohio, en valt bestuurlijk gezien onder Seneca County.

## Demografie
Bij de volkstelling in 2000 werd het aantal inwoners vastgesteld op 1045.. In 2006 is het aantal inwoners door het United States Census Bureau geschat op 1005, een daling van 40 (-3,8%).

## Geografie
Volgens het United States Census Bureau beslaat de plaats een oppervlakte van
1,6 km², geheel bestaande uit land. Bloomville ligt op ongeveer 253 meter boven zeeniveau.

## Plaatsen in de nabije omgeving
De onderstaande figuur toont nabijgelegen plaatsen in een straal van 20 km rond Bloomville.